# Geoffrey Parsons
Pour les articles homonymes, voir Parsons.
Geoffrey Penwill Parsons, né à Ashfield (Australie) le 15 juin 1929 et mort à Londres le 26 janvier 1995, est un pianiste australien.
Il s'est rendu célèbre en accompagnant en concert et au disque les plus grands chanteurs de lieder, de Christa Ludwig à Jessye Norman, en passant par Elisabeth Schwarzkopf, Janet Baker, Thomas Hampson, Lucia Popp, Thomas Allen, Jon Vickers (Winterreise, Schubert), Olaf Bär et d'autres encore.